# Che-Hsuan Lin
Che-Hsuan Lin (né le 21 septembre 1988 à Hualien, Taïwan) est un voltigeur des Ligues majeures de baseball évoluant avec les Fubon Guardians.

## Carrière

### Red Sox de Boston
Che-Hsuan Lin signe son premier contrat professionnel en juillet 2007, à l'âge de 18 ans, avec les Red Sox de Boston. De 2007 à 2011, il gravit les échelons dans les ligues mineures et obtient sa première chance dans les majeures dans les premiers jours de la saison 2012 lorsque les Red Sox doivent remplacer Jacoby Ellsbury, blessé, dans leur effectif. Il dispute son premier match avec Boston le 14 avril 2012.
Lin dispute la majeure partie de la saison 2012 dans les mineures avec Pawtucket et joue 9 parties pour Boston. Il réussit son premier coup sûr au plus haut niveau le 21 mai aux dépens du lanceur Troy Patton des Orioles de Baltimore.

### Astros de Houston
Le 26 octobre 2012, Lin est réclamé au ballottage par les Astros de Houston après une saison à Boston.

### Jeux olympiques
Che-Hsuan participe au tournoi de baseball des Jeux olympiques d'été de 2008 à Beijing avec l'équipe de Taïwan.